# 耶律萨剌德
耶律萨剌德（?—?），唐代契丹迭剌部领袖，耶律耨里思的二儿子。耶律匀德实之父，耶律撒剌的的祖父，辽太祖耶律阿保机的曾祖父。多次冒箭矢与室韦交战。乾統三年（1103年）十一月，天祚帝追尊他为庄敬皇帝，庙号懿祖。

## 家庭
- 妻子：蕭牙里辛，生四男

### 子
1. 耶律叔剌，早卒
2. 耶律帖剌，字痕得，九任迭剌部夷离堇，卒年七十，後裔屬六院司夷離堇房，有子耶律罨古只、耶律轄底
3. 耶律匀德实，遼玄祖
4. 耶律褭古直，字岩母根，善射箭，但墮馬而死，其子耶律偶思，後裔屬六院司舍利房[3]，有耶律斜涅赤、耶律合魯、耶律撻烈[4]